# Phortica alpha
Phortica alpha är en tvåvingeart som beskrevs av Chen och Masanori Joseph Toda 2007. Phortica alpha ingår i släktet Phortica och familjen daggflugor. Inga underarter finns listade i Catalogue of Life.